# Kalktaklök
Kalktaklök (Sempervivum calcareum) är art i familjen fetbladsväxter från franska Alperna.
Arten bildar stora, halvöppna bladrosetter, 6 cm i diameter eller mer. Bladen är kala, grågröna med spetsen färgad i purpur på båda sidor. Blommorna är blekt rosa, men sällan producerade.

## Synonymer
Sempervivum arvernense var. calcareum (Jordan) Coste
Sempervivum calcareum Jordan
Sempervivum calcareum var. columnare (Jordan & Fourr.) Rouy & E.G.Camus
Sempervivum calcareum var. genuinum Rouy
Sempervivum calcareum var. racemosum (Jordan & Fourr.) Rouy & E.G.Camus
Sempervivum californicum Baker
Sempervivum columnare Jordan & Fourreau
Sempervivum greenii Baker
Sempervivum racemosum Jordan & Fourreau
Sempervivum tectorum subsp. calcareum (Jordan) Rouy & E.G. Camus
Sempervivum tectorum var. calcareum (Jordan) Cariot & St. Lager
Sempervivum tectorum var. columnare (Jordan & Fourr.) Rouy & E.G. Camus
Sempervivum tectorum var. racemosum (Jordan & Fourr.) Rouy & E.G. Camus